# Stazione di Maryland
La stazione di Maryland è una stazione ferroviaria situata lungo la Great Eastern Main Line, a servizio del quartiere Stratford, nel borgo londinese di Newham.

## Storia
La stazione, originariamente conosciuta come Maryland Point è stata aperta nel gennaio del 1873, ma, a seguito del quadruplicamento della linea ferroviaria, l'edificio è stato demolito e ricostruito nel 1891. Nell'ottobre del 1940, l'attuale nome, Maryland, ha sostituito il precedente. New station buildings, designed by Thomas Bennett, were opened in 1949.
Nel maggio del 2012, il gestore della stazione, Greater Anglia, ha annunciato l'inizio di una riqualificazione del valore di mezzo milione di sterline che avrebbero riguardato la stazione: questo intervento prevede la rinnovamento della tintura, il rifacimento delle tettoie dei binari e la riparazione delle grondaie. Ulteriori aggiornamenti della stazioni è previsto in preparazione dell'attivazione dei servizi del Crossrail nel 2018 in stazione.
Durante i giochi olimpici di Londra, la stazione di Maryland è stata chiusa, dal 27 luglio al 12 agosto, per evitare che un troppo alto numero di visitatori diretti nel vicino parco olimpico avessero affollato la stazione.

## Strutture e impianti
Questa stazione si trova nella Travelcard Zone 3.

## Movimento
L'impianto è servito dai treni in servizio sulla Elizabeth Line, gestiti da Transport for London.

## Interscambi
Nelle vicinanze della stazione effettuano fermata alcune linee urbane automobilistiche, gestite da London Buses.
- Fermata autobus